# Hosťová
Hosťová (Hongaars: Nyitrageszte) is een Slowaakse gemeente in de regio Nitra, en maakt deel uit van het district Nitra.
Hosťová telt 369 inwoners.
De gemeente is in meerderheid Hongaarstalig, in 2011 waren van de 361 inwoners er 242 Hongaar en 117 Slowaak. De gemeente maakt onderdeel uit van de Hongaarse enclave Zoboralja.